# 野生楸樹
野生楸樹（學名：Torminalis glaberrima）是薔薇科的一個單型屬植物，俗稱西洋楸、棋盤樹。原產於歐洲、北非部分地區和西亞，是歐洲最具價值的硬木樹種之一。

## 形態特徵

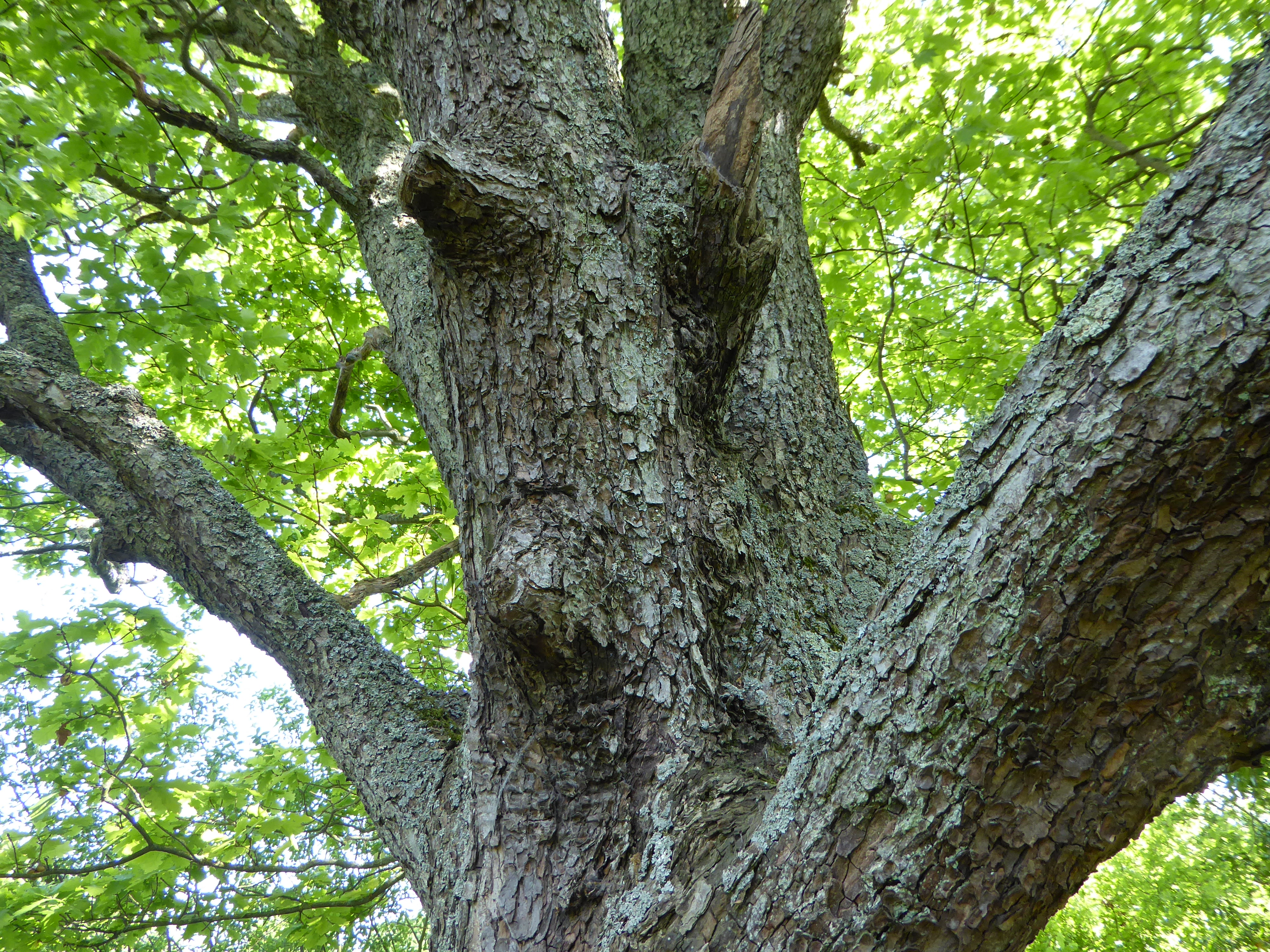
野生楸樹特有的方形鱗片狀樹皮

野生楸樹為落葉喬木，高可達30公尺，胸徑1.3公尺。幼樹樹皮光滑呈灰色，約30年後開始呈方形片狀剝落，露出深褐色內層。葉片掌狀分裂，長6-14公分，具5-9個銳裂片，秋季轉為黃至紅褐色。5-6月開白色小花，聚繖花序直徑5-12公分。果實為10-15毫米的梨果，成熟時呈綠褐色至赤褐色，表面有淺色皮孔。

## 分類學
該物種分類歷經多次變更，林奈最初將其歸為Crataegus torminalis，後曾隸屬Sorbus。2017年分子研究表明其與羽狀葉花楸屬植物親緣較遠，遂建立單型屬Torminalis。現確認兩個變種：
- 模式變種（var. torminalis）：分佈於歐洲和西北非
- 高加索變種（var. caucasica）：葉裂較淺，分佈於高加索地區

## 生態習性
野生楸樹喜肥沃深厚土壤，耐旱澇，屬陽性樹種。在英國多見於古老林地，常與櫟樹、白蠟樹混生。果實為多種鳥類和少數哺乳動物的食物來源。主要病蟲害包括：
- 木蠹蛾（Cossus cossus）：幼蟲蛀食樹幹形成明顯孔道
- 蘋果棘脛小蠹（Scolytus mali）：傳播真菌病害
- 葉蟎（Eriophyes torminalis）：在葉面形成褐色蟲癭

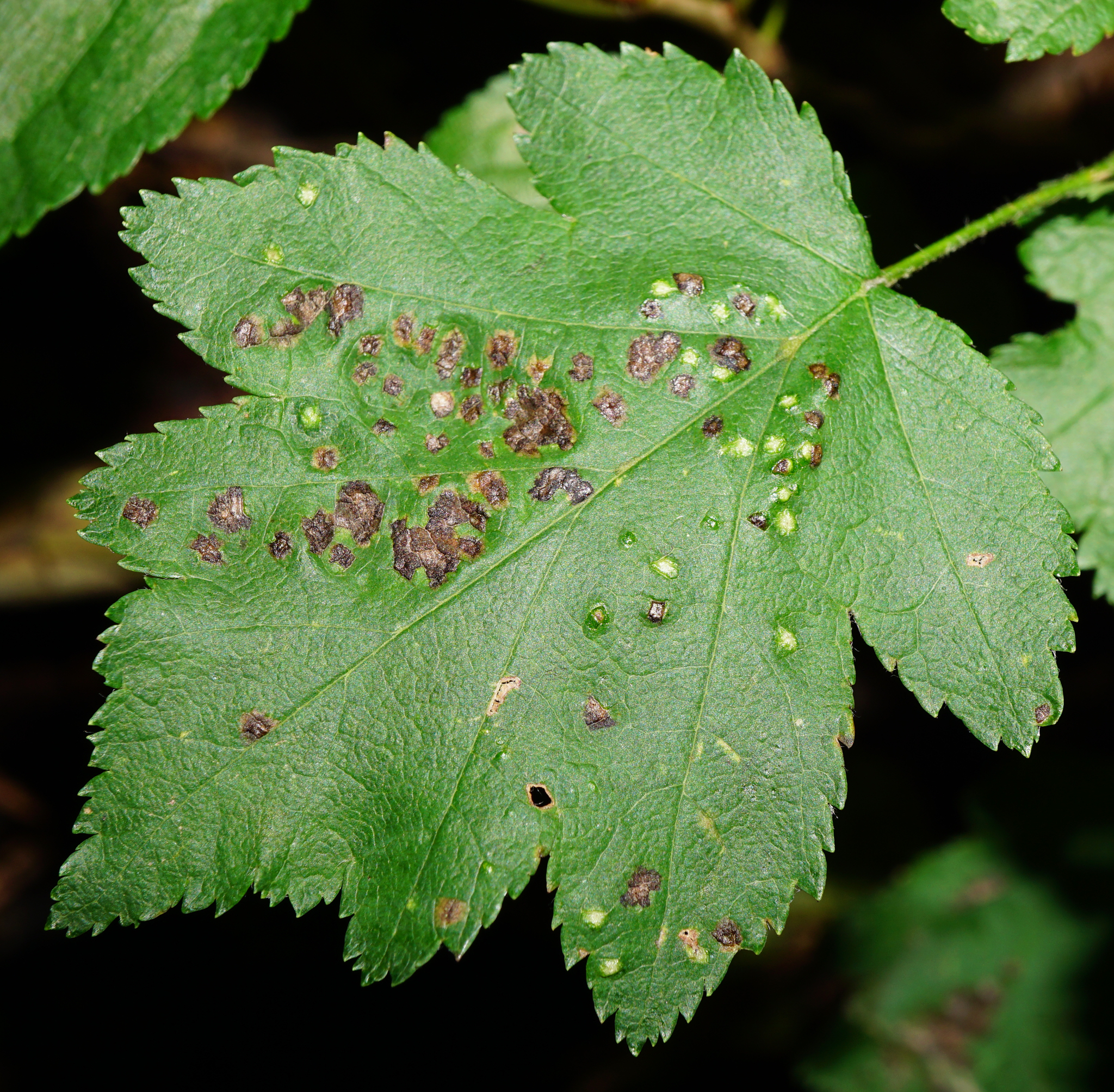
葉蟎造成的葉片蟲癭

## 用途

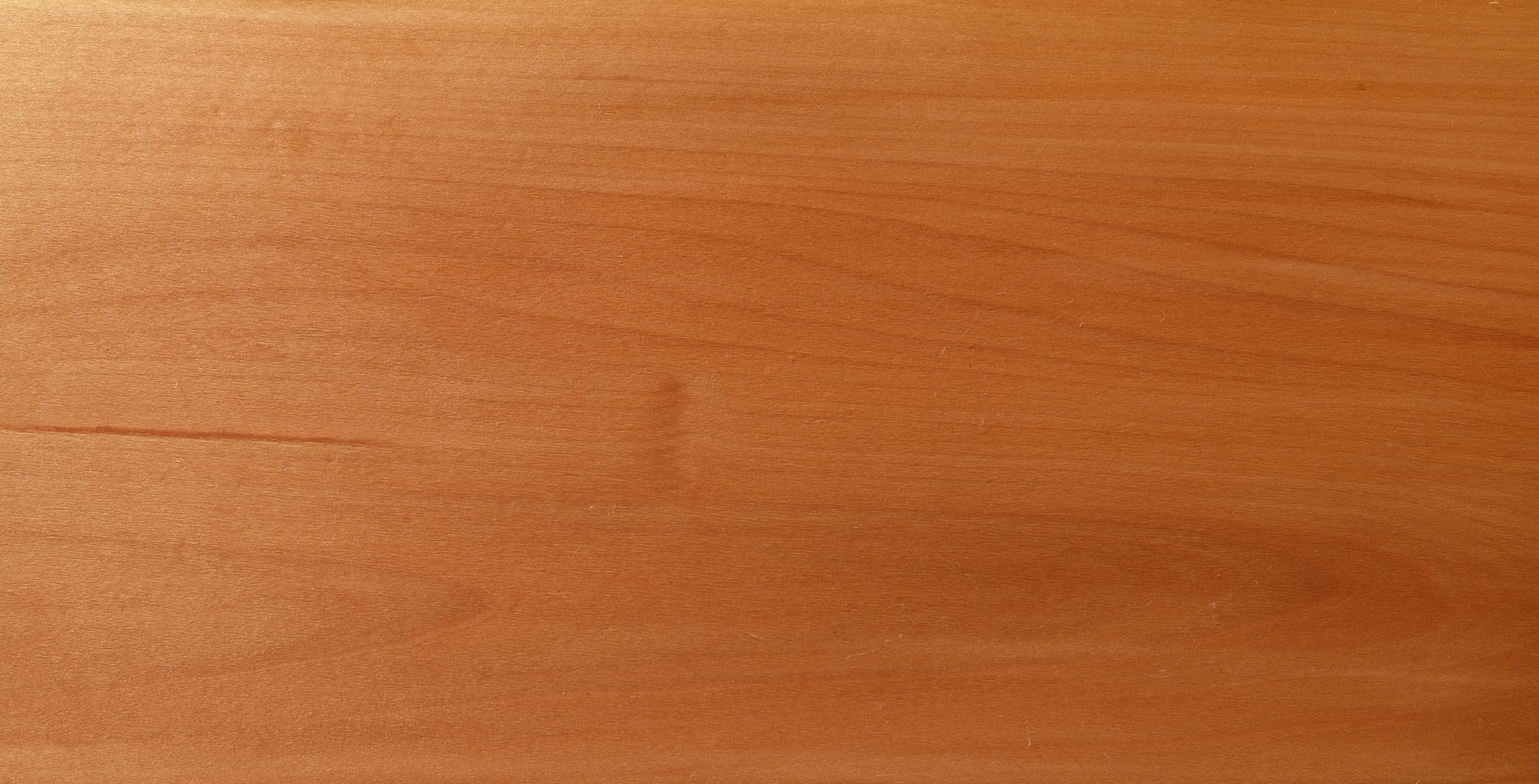
野生楸木木材

- 木材：紋理細密，彎曲強度佳，傳統用於製作葡萄酒壓榨機螺絲、檯球桿，現主要用於裝飾單板
- 果實：過熟後可食用，傳統用於治療腹痛，在啤酒花引入前曾用於啤酒調味
- 生態：重要蜜源植物，果實支持多種野生動物

## 詞源
學名"torminalis"源自拉丁文"治腹痛"之意。英文俗名"chequers tree"可能源自果實斑點類似棋盤格紋，或源自凱爾特語"啤酒"(kurmi)的詞源演變，因其近緣種西洋梨果實曾用於啤酒釀造。

## 保護現狀
根據國際自然保護聯盟評估，野生楸樹目前屬於無危物種，但在部分地區因棲地減少而數量下降。歐洲森林遺傳資源計劃(EUFORGEN)已制定專門的保護指南。

## 圖集

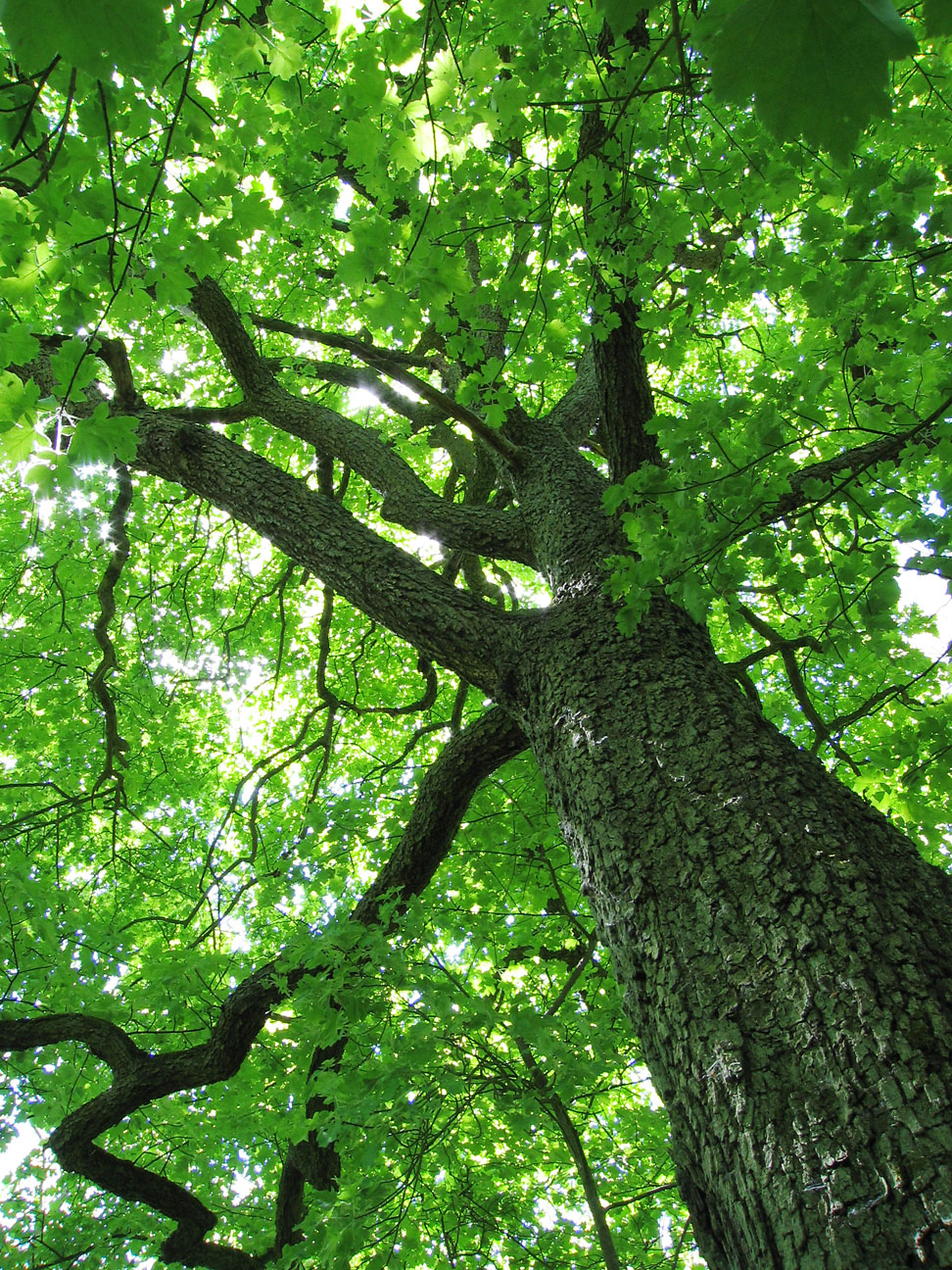
樹幹與樹冠
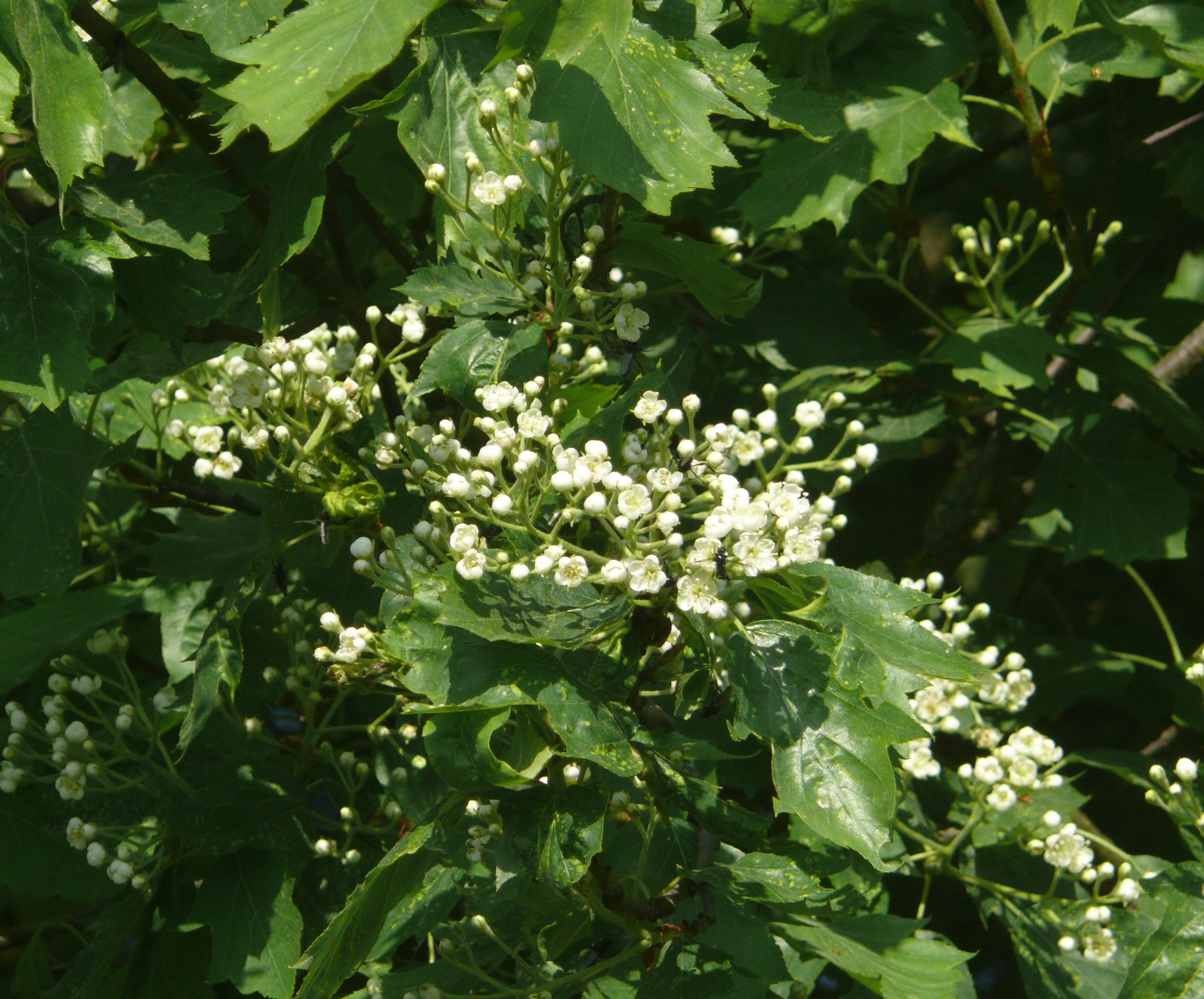
花序
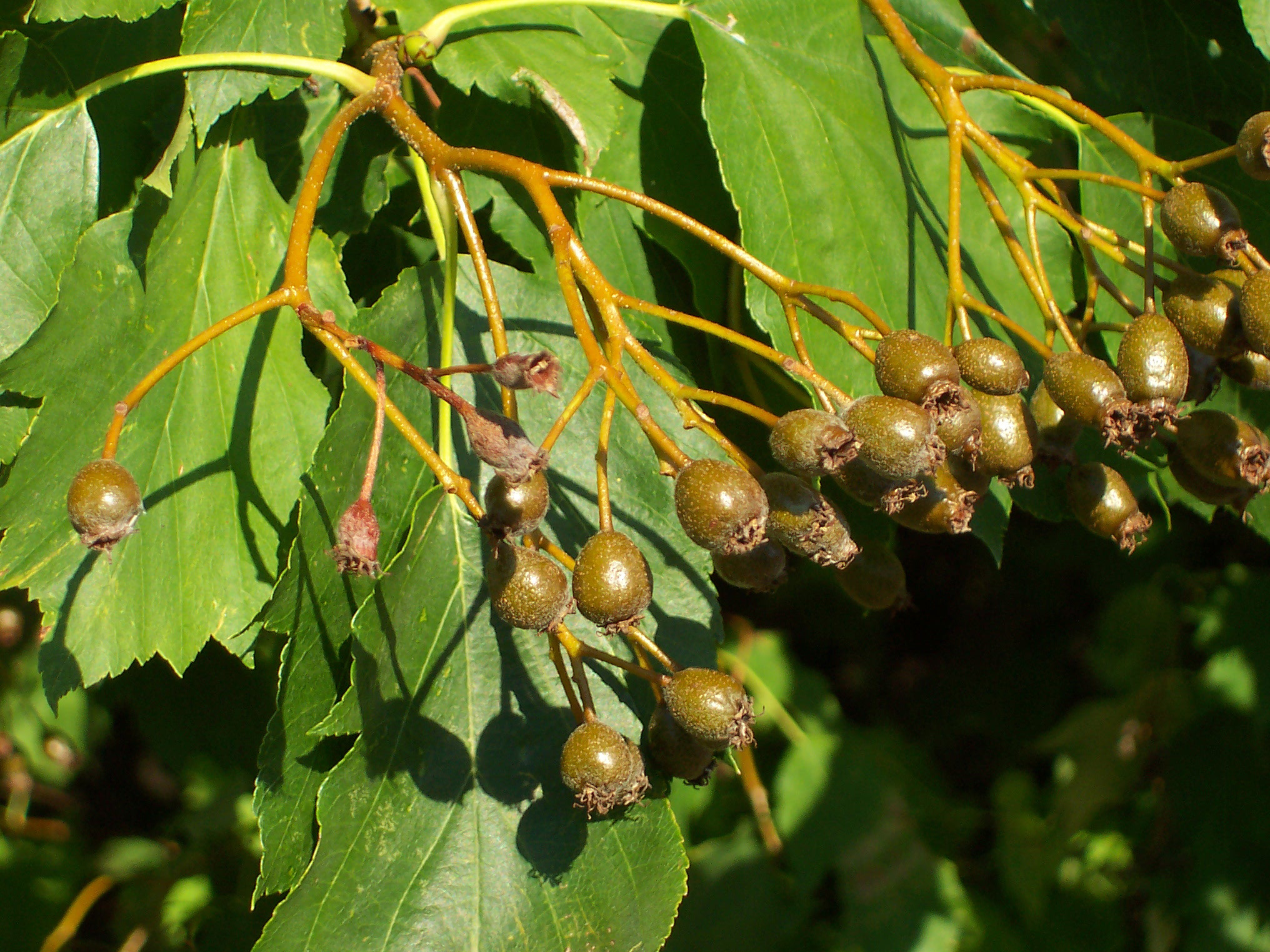
葉果特寫
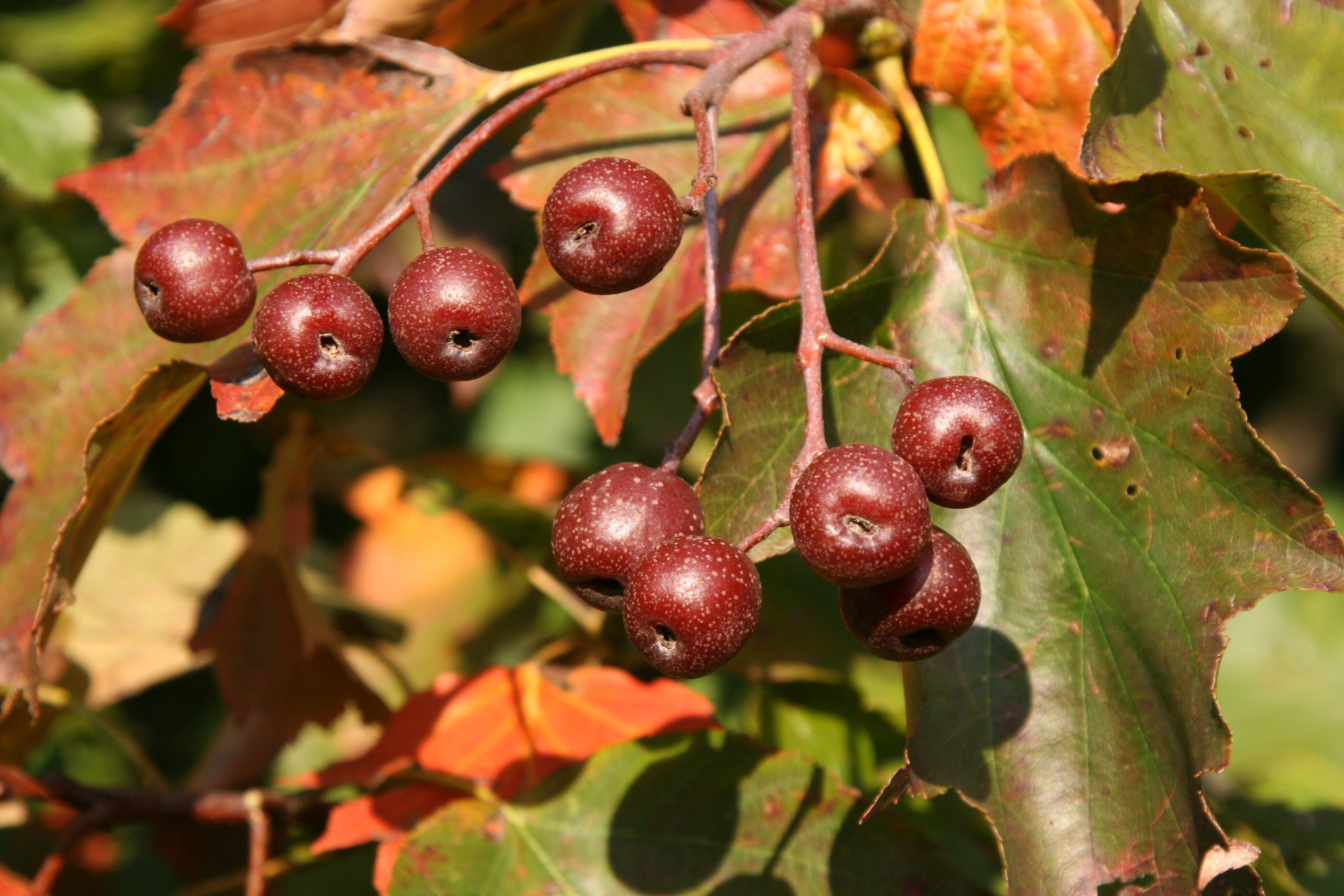
成熟果實
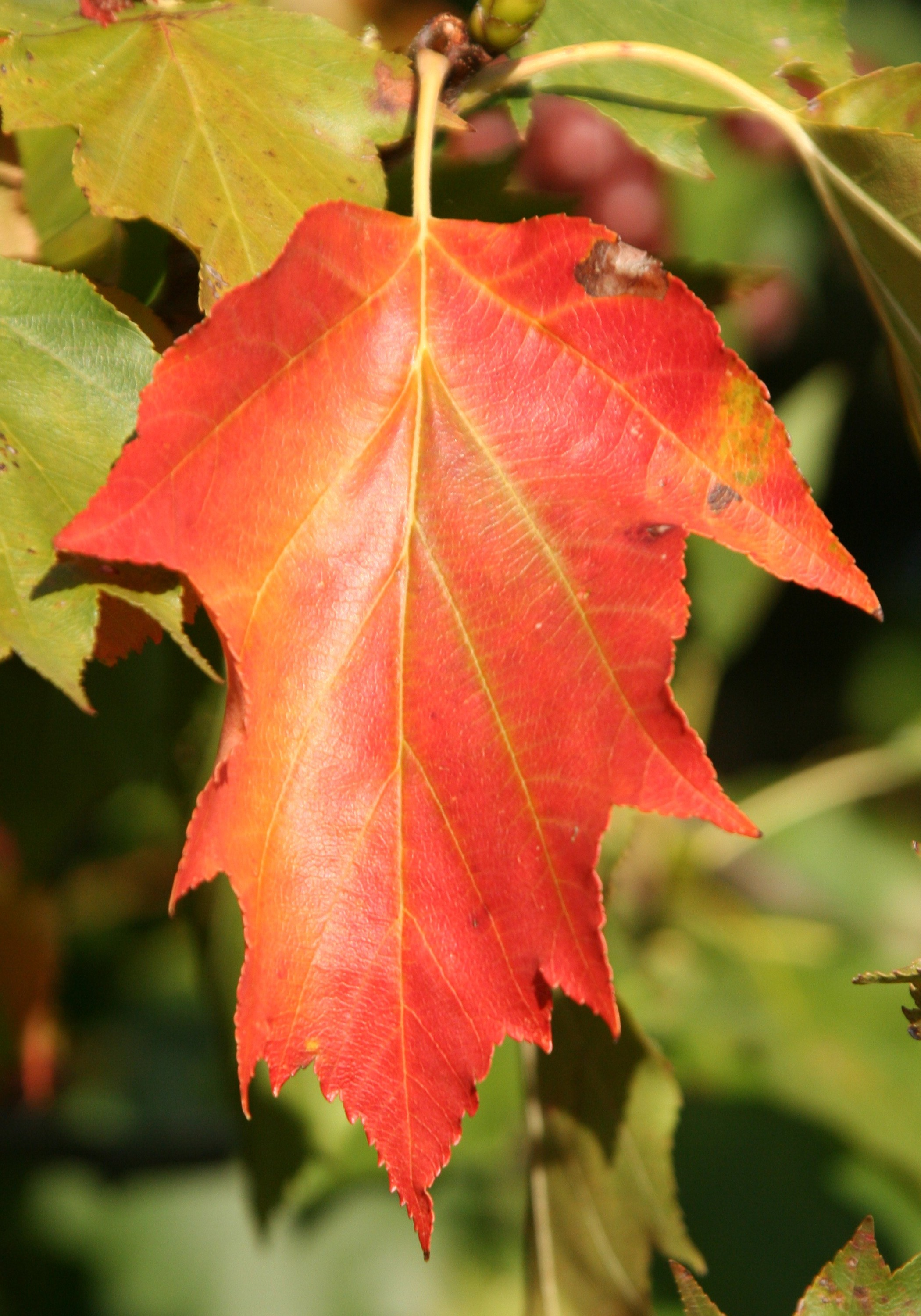
秋葉

## 延伸閱讀
- Wedig Kausch-Blecken von Schmeling: 《西洋楸專論》. Bovenden 1994, ISBN 3-88452-925-0
- Roper, P.  (PDF). Watsonia. 1993, 19: 209–229. （原始内容存档 (PDF)于2022-12-23）.

## 外部連結
- 英國皇家园藝學會植物檔案
- 歐洲森林遺傳資源計劃物種檔案